# کیریگاکوره سایزو
کیریگاکوره سایزو (انگلیسی: Kirigakure Saizō؛ زادهٔ ۱ ژانویهٔ ۱۹۰۱) نینجا  و یکی از  ۱۰ دلاور سانادا اهل ژاپن است.